# Atletica leggera maschile ai Giochi della XVIII Olimpiade
Ai Giochi della XVIII Olimpiade di Tokyo 1964 sono stati assegnati 24 titoli nell'atletica leggera maschile.

## Calendario
| Gare        |              |            |              |              |                         |                         |                   |    |    |  |  |
| 100 m       | 100 m        | 200 m      | 200 m        |              |                         | Staffetta 4x100 m       | Staffetta 4x100 m | 24 |    |  |  |
|             |              |            | 400 m        | 400 m        | 400 m                   | Staffetta 4x400 m       | Staffetta 4x400 m | 24 |    |  |  |
| 400 m ost.  | 400 m ost.   | 400 m ost. | 110 m ost.   | 110 m ost.   |                         |                         |                   | 24 |    |  |  |
| 800 m       | 800 m        | 800 m      | 1500 m       |              | 1500 m                  |                         | 1500 m            | 24 |    |  |  |
| 10.000 m    | 3000 m siepi | 5000 m     | 3000 m siepi | 5000 m       |                         |                         | Maratona          | 24 |    |  |  |
|             | Marcia 20 km |            |              | Marcia 50 km |                         |                         |                   | 24 |    |  |  |
|             | Asta         | Triplo     | Asta         | Lungo        |                         | Alto                    | Alto              | 24 |    |  |  |
| Giavellotto | Disco        |            | Martello     | Martello     |                         |                         |                   | 24 |    |  |  |
|             |              |            | Peso         |              | Decathlon (1ª giornata) | Decathlon (2ª giornata) |                   | 24 |    |  |  |
|             |              |            |              |              |                         |                         |                   |    |    |  |  |
| Titoli      | 2            | 3          | 3            | 4            | 5                       | 1                       | 1                 | 5  | 24 |  |  |

|  | Qualificazioni |  | Finali |

Dal 1952 il Nuoto e l'Atletica hanno i rispettivi spazi: ciascuno domina nella sua settimana di gare. A Tokyo c'è una variazione: il Nuoto si disputa dall'11 al 18 ottobre. Quindi dal 14, giornata inaugurale dell'atletica, al 18 i due sport si sovrappongono.
A Roma le gare dell'atletica iniziavano a metà settimana. La scelta viene ripetuta a Tokyo. A Roma c'era l'eccezione della Maratona, che veniva disputata nella penultima giornata di gare (un sabato). I giapponesi invece non fanno eccezioni e la maratona si corre il 21, che è un mercoledì.
Novità: 
- 1500 metri: i tre turni sono separati ciascuno da un giorno di riposo;
- I 10.000 tornano a disputarsi nel primo giorno di gare.

## Nuovi record
I tre record mondiali sono, per definizione, anche record olimpici.
| Nuovo record mondiale in       | 3 specialità:  | 100m, 4x100 e 4x400.                                                                                       |
| Nuovo record olimpico in altre | 13 specialità: | 200m, 800m, Maratona, 10.000, 3000 siepi, Alto, Asta, Triplo, Peso, Disco, Martello, Marcia 20 km e 50 km. |

## Risultati delle gare
| Specialità | Oro                                                                 | Risultato    | Argento                                                              | Risultato    | Bronzo                                                                     | Risultato    | Dettagli            |
| --- | ------------------------------------------------------------------- | ------------ | -------------------------------------------------------------------- | ------------ | -------------------------------------------------------------------------- | ------------ | ------------------- |
| 100 m | Bob Hayes                                                           | 10"0 (10"06) | Enrique Figuerola                                                    | 10"2 (10"25) | Harry Jerome                                                               | 10"2 (10"27) | Classifica completa |
| 200 m | Henry Carr                                                          | 20"3 (20"36) | Paul Drayton                                                         | 20"5 (20"58) | Edwin Roberts                                                              | 20"6 (20"63) | Classifica completa |
| 400 m | Michael Larrabee                                                    | 45"1 (45"15) | Wendell Mottley                                                      | 45"2 (45"24) | Andrzej Badeński                                                           | 45"6 (45"64) | Classifica completa |
| 800 m | Peter Snell                                                         | 1'45"1       | Bill Crothers                                                        | 1'45"6       | Wilson Kiprugut                                                            | 1'45"9       | Classifica completa |
| 1.500 m | Peter Snell                                                         | 3'38"1       | Josef Odložil                                                        | 3'39"6       | John Davies                                                                | 3'39"6       | Classifica completa |
| 5.000 m | Bob Schul                                                           | 13'48"8      | Harald Norpoth                                                       | 13'49"6      | Bill Dellinger                                                             | 13'49"8      | Classifica completa |
| 10.000 m | Billy Mills                                                         | 28'24"4      | Mohamed Gammoudi                                                     | 28'24"8      | Ron Clarke                                                                 | 28'25"8      | Classifica completa |
| 3.000 m siepi | Gaston Roelants                                                     | 8'30"8       | Maurice Herriott                                                     | 8'32"4       | Ivan Beljajev                                                              | 8'33"8       | Classifica completa |
| 110 m ostacoli | Hayes Jones                                                         | 13"6 (13"67) | Blaine Lindgren                                                      | 13"7 (13"74) | Anatoli Mikhailov                                                          | 13"7 (13"78) | Classifica completa |
| 400 m ostacoli | Rex Cawley                                                          | 49"6 (49"69) | John Cooper                                                          | 50"1         | Salvatore Morale                                                           | 50"1         | Classifica completa |
| Maratona | Abebe Bikila                                                        | 2h12'11"2    | Basil Heatley                                                        | 2h16'19"2    | Kōkichi Tsuburaya                                                          | 2h16'22"8    | Classifica completa |
| Marcia 20 km | Ken Matthews                                                        | 1h29'34"     | Dieter Lindner                                                       | 1h31'13"2    | Vladimir Golubničij                                                        | 1h31'59"4    | Classifica completa |
| Marcia 50 km | Abdon Pamich                                                        | 4h11'12"4    | Paul Nihill                                                          | 4h11'31"2    | Ingvar Pettersson                                                          | 4h14'17"4    | Classifica completa |
| Salto in alto | Valerij Brumel'                                                     | 2,18 m       | John Thomas                                                          | 2,18 m       | John Rambo                                                                 | 2,16 m       | Classifica completa |
| Salto con l'asta | Fred Hansen                                                         | 5,10 m       | Wolfgang Reinhardt                                                   | 5,05 m       | Klaus Lehnertz                                                             | 5,00 m       | Classifica completa |
| Salto in lungo | Lynn Davies                                                         | 8,07 m       | Ralph Boston                                                         | 8,03 m       | Igor' Ter-Ovanesjan                                                        | 7,99 m       | Classifica completa |
| Salto triplo | Józef Szmidt                                                        | 16,85 m      | Oleg Fedoseev                                                        | 16,58 m      | Viktor Kravčenko                                                           | 16,57 m      | Classifica completa |
| Getto del peso | Dallas Long                                                         | 20,33 m      | Randy Matson                                                         | 20,20 m      | Vilmos Varjú                                                               | 19,39 m      | Classifica completa |
| Lancio del disco | Al Oerter                                                           | 61,00 m      | Ludvík Daněk                                                         | 60,52 m      | Dave Weill                                                                 | 59,49 m      | Classifica completa |
| Lancio del martello | Romual'd Klim                                                       | 69,74 m      | Gyula Zsivótzky                                                      | 69,09 m      | Uwe Beyer                                                                  | 68,09 m      | Classifica completa |
| Lancio del giavellotto | Pauli Nevala                                                        | 82,66 m      | Gergely Kulcsár                                                      | 82,32 m      | Jānis Lūsis                                                                | 80,57 m      | Classifica completa |
| Decathlon | Willi Holdorf                                                       | 7.887 p.     | Rein Aun                                                             | 7.842 p.     | Hans-Joachim Walde                                                         | 7.809 p.     | Classifica completa |
| Staffetta 4×100 m | Stati Uniti Paul Drayton Gerry Ashworth Richard Stebbins Bob Hayes  | 39"0         | Polonia Andrzej Zieliński Wiesław Maniak Marian Foik Marian Dudziak  | 39"3         | Francia Paul Genevay Bernard Laidebeur Claude Piquemal Jocelyn Delecour    | 39"3         | Classifica completa |
| Staffetta 4×400 m | Stati Uniti Ollan Cassell Michael Larrabee Ulis Williams Henry Carr | 3'00"7       | Regno Unito Tim Graham Adrian Metcalfe John Cooper Robbie Brightwell | 3'01"6       | Trinidad e Tobago Edwin Skinner Kent Bernard Edwin Roberts Wendell Mottley | 3'01"7       | Classifica completa |
| record mondiale; record olimpico; record mondiale stagionale; record africano; record asiatico; record europeo; record nord-centroamericano e caraibico; record sudamericano; record oceaniano; record nazionale; record personale; record personale stagionale. |                                                                     |              |                                                                      |              |                                                                            |              |                     |

Statistiche
Dei 22 olimpionici vincitori delle gare individuali di Roma, 10 hanno lasciato l'attività agonistica e il sovietico Vasilij Rudenkov (oro nel Martello) non è stato convocato dalla sua nazionale. Gli altri undici si presentano a Tokyo per difendere il titolo. Di essi, quattro riescono a confermarsi: Peter Snell, Bikila Abebe, Józef Szmidt e Al Oerter.

Sono dieci i primatisti mondiali che vincono la loro gara a Tokyo, nelle seguenti specialità: 100, 200, 400 e 800 metri, 400 ostacoli, 3000 siepi, Salto in alto, Asta, Triplo e Peso.

## Medagliere maschile
| Posizione | Paese             |    |    |    | Totale |
| --------- | ----------------- | -- | -- | -- | ------ |
| 1         | Stati Uniti       | 12 | 5  | 3  | 20     |
| 2         | Gran Bretagna     | 2  | 5  | 0  | 7      |
| 3         | Unione Sovietica  | 2  | 2  | 6  | 10     |
| 4         | Nuova Zelanda     | 2  | 0  | 1  | 3      |
| 5         | Germania          | 1  | 3  | 3  | 7      |
| 6         | Polonia           | 1  | 1  | 1  | 3      |
| 7         | Italia            | 1  | 0  | 1  | 2      |
| 8         | Belgio            | 1  | 0  | 0  | 1      |
| 8         | Etiopia           | 1  | 0  | 0  | 1      |
| 8         | Finlandia         | 1  | 0  | 0  | 1      |
| 11        | Ungheria          | 0  | 2  | 1  | 3      |
| 12        | Cecoslovacchia    | 0  | 2  | 0  | 2      |
| 13        | Trinidad e Tobago | 0  | 1  | 2  | 3      |
| 14        | Canada            | 0  | 1  | 1  | 2      |
| 15        | Cuba              | 0  | 1  | 0  | 1      |
| 15        | Tunisia           | 0  | 1  | 0  | 1      |
| 17        | Australia         | 0  | 0  | 1  | 1      |
| 17        | Francia           | 0  | 0  | 1  | 1      |
| 17        | Giappone          | 0  | 0  | 1  | 1      |
| 17        | Kenya             | 0  | 0  | 1  | 1      |
| 17        | Svezia            | 0  | 0  | 1  | 1      |
| Totale    | Totale            | 24 | 24 | 24 | 72     |